# ビアレ横浜
ビアレ横浜（ビアレよこはま）は、神奈川県横浜市金沢区並木にある複合商業施設である。

## 概要
1987年開業。金沢シーサイドタウンと呼ばれる並木の中心商業施設として、民間デベロッパー会社が建物を建設し、そこに中核テナントとしてジャスコ（現:イオン）に入居してもらう形をとった。当時のジャスコとしては珍しい中型の店舗で売場面積は7000㎡。初年度の売上は50億円を見込んでいた。
2005年には専門店のみのビアレ新館が開業した。本館3Fと新館3Fは連絡通路によって結ばれている。かつて、フードコートは本館1Fに存在したが、現在は本館3Fにある。

## フロア構成

### 本館
- 1F:食品・コーラルゾーン専門店
- 2F:婦人服・紳士服・本・コーラルゾーン専門店
- 3F:子供服・おもちゃ・ゲーム・フードコート・コーラルゾーン専門店　　※新館連絡通路
- 4F:駐車場・コーラルゾーン専門店
- 5F:駐車場

### 新館
- 1F:バリューモール専門店
- 2F:バリューモール専門店
- 3F:駐車場　　※本館連絡通路
- 4F:駐車場

## 主な専門店

### 本館
- ハックドラッグ(ドラッグ)
- ファーストキッチン(ハンバーガー)
- モスバーガー
- すき家
- カメラのキタムラ(カメラ・写真プリント) など
- シャトレーゼ
- ダイソー

### 新館
- マツモトキヨシ(ドラッグ)
- 西松屋(幼児服)
- ABCマート(靴)
- しまむら(衣料品)
- セブンイレブン(コンビニ)
- タリーズコーヒー(コーヒー)
- ジョナサン(ファミリーレストラン)
- スタジオマリオ(写真撮影) など

## かつて存在した主な専門店
- マクドナルド
- サンテオレ
- むつみ屋
- サーティワンアイスクリーム
- ジャンボおしどり寿司(回転寿司)
- ライトオン
- ユニクロ
- ハニーズ
- 洋服の青山
- パスポート
- ミスタードーナツ

## 営業時間
- イオン横浜シーサイド店(食品) 9:00-23:00
- イオン横浜シーサイド店(本館1Fの食品以外) 10:00-19:00
- ビアレ専門店街(2F-4Fの専門店) 10:00-21:00
- ビアレ新館(特筆以外の店舗) 10:00-20:00
- ジョナサン 7:00-翌2:00
- タリーズコーヒー 9:00-20:00
- セブンイレブン 24時間

## アクセス

### 鉄道
- 金沢シーサイドライン 並木中央駅より徒歩5分
- 京急本線 京急富岡駅より徒歩15分

### バス
横浜市営バス「並木中央」「金沢スポーツセンター前」が最寄となる。

### 高速道路
- 横浜横須賀道路 並木ICより0分（横須賀・日野方面の出入口）
- 首都高速湾岸線 幸浦ICより2分。（杉田・みなとみらい方面の出入口）